# Amiga 1200
Amiga 1200 або A1200 (під кодовою назвою «Channel Z») — персональний комп'ютер сімейства комп'ютерів Amiga, випущений Commodore International, націлений на ринок домашніх комп'ютерів. Він був запущений 21 жовтня 1992 року за базовою ціною 399 фунтів стерлінгів у Сполученому Королівстві (еквівалент 879 фунтів стерлінгів у 2022 році) і 599 доларів США в Сполучених Штатах (еквівалент 1248 доларів у 2022 році).

## Історія
A1200 був запущений через кілька місяців після Amiga 600 з використанням схожого дизайну, який змінив попередні Amiga 500 Plus і Amiga 500. У той час як A600 використовував 16-розрядний Motorola 68000 попередніх пристроях компанії Amiga, A1200 був побудований на 32-розрядному Motorola 68EC020. Фізично, A1200 являє собою конструкцію «все-в-одному», що включає в себе центральний процесор, клавіатуру та дисководи (включаючи опцію внутрішнього 2,5-дюймового жорсткого диска) в одному фізичному блоці. A1200 має апаратну архітектуру, подібну до Amiga CD32 від Commodore. ігрова консоль.
Спочатку на момент запуску у Великій Британії було доступно лише 30 000 A1200. Протягом першого року свого існування система, як повідомляється, добре продавалася, але Commodore зіткнувся з проблемами грошових потоків і подав заяву про банкрутство. Дані про продажі A1200 у всьому світі невідомі, але до банкрутства Commodore у Німеччині було продано 95 000 систем.
Після загибелі Commodore в 1994 році A1200 майже зник з ринку, але пізніше був перезапущений Escom у 1995 році. Новий Escom A1200 був за ціною 399 фунтів стерлінгів, і він поставлявся в комплекті з двома іграми, сімома програмами та AmigaOS 3.1. Спочатку його критикували за те, що його ціна на 150 фунтів вища, ніж варіант Commodore, який продавався два роки тому. Він також поставлявся з модифікованим дисководом для комп’ютера, який несумісний з деяким програмним забезпеченням Amiga. А1200 був остаточно знятий з виробництва в 1996 році, коли материнська компанія згорнулась.

## Удосконалення дизайну
A1200 має ряд переваг перед більш ранніми низькобюджетними моделями Amiga. Зокрема, це 32-розрядний дизайн; мікропроцесор 68EC020 швидше, ніж 68000, також має 2 МБ оперативної пам’яті в стандартній комплектації. Чипсет AGA, який використовується в A1200, є значним покращенням. AGA збільшує колірну палітру з 4096 кольорів до 16,8 мільйонів кольорів із до 256 кольорів на екрані зазвичай, а також покращений режим HAM, що дозволяє відображати 262 144 кольорів на екрані. Графічне обладнання також має більшу ємність спрайтів та швидшу графічну продуктивність, в основному завдяки швидшій відеопам’яті. Крім того, порівнявши A1200 з A600, A1200 пропонує більші можливості розширення.

## Популярність та критика
Хоча це суттєва модернізація, A1200 не продавався так само добре, як 500, і виявився останньою низькобюджетною моделлю Commodore до подання заяви про банкрутство в 1994 році. Це пов’язано головним чином з тим, що 1200 не зміг повторити технологічну перевагу над конкурентами, так як це зробили перші системи Amiga. Чипсет AGA дещо розчарував. Спочатку Commodore працював над значно покращеною версією оригінального чипсета Amiga під кодовою назвою «AAA», але коли розробка відстала, вони кинулися з менш покращеної AGA, яка є в пристроях A4000 і CD32. Незважаючи на те, що AGA є не менш потужним, ніж його конкуренти, у порівнянні з VGA та його новими розширеннями, Amiga більше не займала лідерство, яке мала раніше. Крім того, виробництво власних мікросхем Amiga коштує дорожче, ніж звичайні мікросхеми, які використовуються в ПК, що робить A1200 дорожчим. Деякі галузеві коментатори також вважали, що мікропроцесор 68020 вже був занадто застарілим і що нова система повинна була бути оснащена 68030, щоб бути конкурентоспроможною. Інша проблема полягала в тому, що A1200 ніколи не підтримував дискети високої щільності без спеціального зовнішнього накопичувача або ненадійних хаків, незважаючи на (понижений) диск HD PC в моделях Escom.
Ринок ігор, який був основним фактором популярності A500, ставав дедалі більш конкурентоспроможним із появою більш просунутих і менш дорогих ігрових консольних систем четвертого покоління та сумісних із IBM PC із підтримкою мультимедіа. В результаті менше роздрібних продавців продавали A1200, особливо в Північній Америці. A1200 також отримав погану рецензію за те, що він несумісний з деякою кількостью ігор Amiga 500. Подальша критика була спрямована на блок живлення A1200, який часто є недостатнім у розширених системах, що обмежує можливості оновлення, які були популярні в попередніх моделях Amiga. Через менший обсяг продажів і короткий термін служби, для A1200 було створено не так багато ігор, ніж для попередніх поколінь комп’ютерів Amiga.
Amiga 1200 була розроблена та випущена під час занепаду ринку домашніх комп’ютерів, коли колись домінував її виробник. Хоча Commodore ніколи не оприлюднював жодних офіційних даних про продажі, Commodore Frankfurt надав цифру 95 000 систем Amiga 1200, проданих у Німеччині. Світові продажі A1200 становили б менше 1 мільйона одиниць.

## Технічна спеціфікація

### Процесор і оперативна пам'ять
A1200 має процесор Motorola 68EC020. Примітно, що, як і 68000, 68EC020 має 24-розрядний адресний простір, що дозволяє теоретично використовувати 16 МБ пам’яті. Стандартний A1200 має 2 МБ вбудованої «чип RAM». (ОЗУ чипа не можна розширити більше ніж 2 МБ). До 8 МБ «швидкої оперативної пам’яті» можна додати в слот розширення «trap-door», що приблизно вдвічі (~2,26×) збільшує швидкість стандартної машини. Різні оновлення ЦП, що включають 68020, 68030, 68040, 68060 і навіть процесори PowerPC, були доступні сторонніми розробниками. Такі оновлення зазвичай використовують швидшу та більшу ємність пам’яті (до 256 МБ).

### Графіка та звук
A1200 постачався з чипсетом третього покоління Amiga від Commodore, Advanced Graphics Architecture (AGA), який має покращені графічні можливості в порівнянні з попередніми поколіннями.
Однак апаратне забезпечення звуку залишається ідентичним, який використовується в Amiga 1000, хоча чипсет AGA забезпечує більш високі частоти дискретизації для відтворення звуку, використовуючи відеорежим із вищою швидкістю горизонтального сканування, або використовуючи центральний процесор для прямого керування аудіосигналом.

### Периферійні пристрої та розширення
Як і попередні моделі, A1200 має кілька специфічних для Amiga роз’ємів, включаючи два порти DE9M для джойстиків, мишей та світлових ручок, стандартний 25-контактний послідовний порт RS-232 і 25-контактний паралельний порт Centronics. Як результат, A1200 сумісний з багатьма наявними периферійними пристроями Amiga, такими як зовнішні дисководи гнучких дисків, MIDI-пристрої, семплери звуку та пристрої для захоплення відео.
Як і Amiga 600, A1200 має слот PCMCIA Type II і внутрішній 44-контактний інтерфейс ATA, які найчастіше зустрічаються на портативних комп’ютерах (ноутбуках). A1200 має внутрішній корпус для одного 2,5-дюймового внутрішнього жорсткого диска, який підключається до контролера ATA, хоча також можна розмістити тонкі 3,5-дюймові диски з відповідними кабелями та кріпленнями. 16-розрядний інтерфейс PCMCIA Type II дозволяє використовувати ряд сумісних периферійних пристроїв, доступних для ринку ноутбуків, хоча лише 16-розрядні карти PCMCIA з підтримкою 5 В є апаратно сумісні; новіші 32-розрядні периферійні пристрої PC Card (CardBus) несумісні, а також 16-розрядні карти лише 3,3 В. Механічно в слот поміщаються лише карти типу I та типу II; товщі карти Type III не підійдуть (хоча вони можуть під’єднатися, якщо A1200 вийняти з оригінального корпусу). Слот також призначений для запобігання вставлянню карт лише з напругою 3,3 В. Реалізація PCMCIA майже ідентична тому, що було представлено на попередній моделі A600. Ряд периферійних пристроїв Amiga був випущений сторонніми розробниками для цього роз'єму, включаючи карти SRAM, контролери CD-ROM, контролери SCSI, мережеві карти, семплери звуку та пристрої захоплення відео. Пізніше для роботи з цим портом було створено ряд сумісних периферійних пристроїв для ноутбуків, включаючи послідовні модеми, мережеві карти та адаптери CompactFlash.
Додатково A1200 має 32-розрядний слот розширення CPU/RAM і унікальну функцію, так званий «порт годинника», який є залишком залишеної конструктивної функції для додавання внутрішньої оперативної пам’яті та годинника реального часу. Пізніше сторонні розробники застосували його, створивши для A1200 ряд розширень, таких як карти вводу/виводу, аудіокарти і навіть USB-контролер. Кілька плат ЦП також мають вбудовані контролери SCSI або навіть можливість додати відеокарту.
Головними проблемними факторами для розширення A1200 є досить обмежений блок живлення потужністю 23 Вт. Жорсткі диски і навіть зовнішні дисководи можуть призвести до нестабільності системи. Проблему можна пом’якшити, замінивши штатний блок живлення на блок живлення більш високого номіналу, наприклад той, що постачається з A500.
А1200 став популярною машиною для «моддінгу». Якщо хтось готовий відмовитися від заводського корпусу настільного ПК A1200 в обмін на додаткові можливості розширення, можна перемістити обладнання в альтернативний корпус. Кілька сторонніх розробників створили та поставили популярні комплекти, щоб «підняти» A1200 і, по суті, перетворити його на «велику коробку» Amiga. Ці комплекти розширення дозволяють використовувати клавіатури  PC/AT, корзини для жорстких дисків, приводи CD-ROM, а також слоти розширення Zorro II, Zorro III і PCI. Такі слоти розширення дозволяють використовувати пристрої, не призначені спочатку для A1200, наприклад графічні, звукові та мережеві карти.
Версія A1200, вироблена Escom, була оснащена ПК-дисководами «високої щільності», які були переведені на дисководи подвійної щільності. Це призвело до певної несумісності програмного забезпечення (приводи в стилі ПК не подають сигнал «готовності», який сигналізує про наявність дискети в дисководі.) Escom випустила безкоштовне оновлення схеми, щоб виправити цю проблему.

### Операційна система
Перше втілення A1200 постачалося з Workbench 3.0 та Kickstart 3.0 (версія 39.106), котрі разом забезпечують стандартні однокористувацькі функціональні можливості операційної системи та підтримку вбудованого обладнання. Більш пізні моделі від Escom і Amiga Technologies постачалися з Workbench 3.1 та Kickstart 3.1 (AmigaOS 3.1), хоча попередні моделі A1200 можна оновити, встановивши сумісні мікросхеми ROM Kickstart 3.1. Пізніші випуски AmigaOS 3.5 і 3.9 є оновленнями лише програмного забезпечення, які вимагають Kickstart 3.1.
AmigaOS 4, вихідний випуск операційної системи для PowerPC, можна використовувати з A1200 за умови встановлення плати PowerPC Blizzard PPC. Аналогічно, з цим обладнанням можна використовувати MorphOS, альтернативну операційну систему, сумісну з Amiga.
Варіанти незалежних від платформи операційних систем, таких як Linux і BSD, і AROS, альтернативна операційна система з відкритим вихідним кодом, сумісна з Amiga, також можна використовувати з A1200.

### Технічні характеристики
| Означення                     | Технічні Характеристики |
| ----------------------------- | --- |
| Процесор                      | Motorola 68EC020 at 14.32 MHz (NTSC) or 14.18 MHz (PAL) |
| RAM(Пам'ять)                  | 2 МБ Amiga Chip RAM Можливе оновлення: - 8 МБ in the expansion slot without CPU upgrade - 256 МБ in the expansion slot with CPU upgrade - 4 МБ в Слот PCMCIA |
| ROM(Постійний запам'ятовувач) | 512 КБ Kickstart ROM |
| Чипсет                        | Advanced Graphics Architecture (AGA) |
| Відео                         | 24-бітна палітра кольорів (16,8 мільйонів кольорів) До 256 кольорів на екрані в індексованому режимі 262,144 кольори на екрані в режимі HAM-8 Роздільна здатність дисплея від: - 320×200 до 1280×400i, 1504x484 надсканування (NTSC) - 320×256 до 1280×512i, 1504x576 надсканування (PAL) - 640×480 (VGA) - 800×600i, 1024×768i (офіційно не підтримується) |
| Аудіо                         | 4 × 8-бітові канали PCM (2 стерео канали) 28–56 кГц максимальна частота дискретизації DMA (залежно від використовуваного відеорежиму) |
| Знімне сховище                | 3,5-гнучний диск DD (ємність 880 КБ) |
| Внутрішнє сховище             | Корпус для 2,5-дюймового жорсткого диска IDE |
| Аудіо/відео вихід             | Аналоговий відеовихід RGB (DB-23M) Композитний відеовихід (RCA) RF(ВЧ) аудіо/відео вихід (RCA) Аудіовихід (2 × RCA) |
| Порти введення/виведення      | 2 порти для миші/геймпада (DE9) Послідовний порт RS-232 (DB-25M) Паралельний порт у стилі Centronics (DB-25F) Порт для гнучких дисків (DB-23F) 44-контактний контролер ATA з підтримкою режиму передачі PIO-0 (внутрішній) 16-розрядний слот PCMCIA типу II                                                                                                 |
| Слоти розширення              | 150-контактний локальний порт розширення (люк) 22-контактний тактовий порт |
| Операційна система            | AmigaOS 3.0/3.1. (Kickstart 3.0-3.1/Workbench 3.0-3.1) |
| Фізичні розміри               | 470 × 241 × 76,2 мм (Ш × Г × В) 3,6 кг |
| Інші                          | Вбудована клавіатура з 96 клавішами (у тому числі 10 функціональними) |

## Комплектне програмне забезпечення
Деяке програмне забезпечення, яке офіційно постачалося з A1200, включало Deluxe Paint IV AGA (редактор двовимірних зображень та анімації) і Final Copy (текстовий процесор). Версія Amiga Technologies/Escom була в комплекті з такими програмами, як Scala (програмне забезпечення для створення мультимедіа) і Wordworth (текстовий процесор), і такими іграми, як Pinball Mania і Whizz.
У Великій Британії Amiga 1200 була доступна в комплекті Desktop Dynamite, який містив Workbench 3.0, Deluxe Paint IV AGA, Wordworth і дві ігри: Oscar та Dennis. Була також версія Comic relief, яка постачалася в комплекті з грою Sleepwalker. Це йшло з Workbench 3.0. Пізніші пакети включали скорочену версію графічного програмного забезпечення Photogenics.